# Солонянка бородавчаста
Солонянка бородавчаста, галіміона бородавчаста (Halimione verrucifera) — вид рослин з родини амарантових (Amaranthaceae), поширений від Румунії на схід до Монголії й на південний схід до Ірану.

## Опис
Багаторічна рослина, напівчагарничок 20–50 см заввишки. Стебла сильно гіллясті від основи. Листки супротивні, овальні, до довгасто-яйцеподібних, цілокраї, черешкові. Квітки в переривчасто кільчасто-колосоподібному суцвітті. Приквітки маточкових квіток вгорі рівно 3-зубчасті, м'ясисті, вкриті бородавочками. Листова пластинка від жовто-зеленуватого до сріблясто-сірого кольору, ромбічно-яйцеподібна, або еліптична до обернено-ланцетної, 3–5 × 0.8–2.5 см. Плоди (сім'янка) від жовто-коричневого до коричневого кольору; оплодень зрощений з насінням. Насіння вертикальне, стиснене, кулясте, 1.5–2 мм в діаметрі.

## Поширення
Поширений від Румунії на схід до західної Монголії й на південний схід до Ірану.
В Україні вид зростає на мокрих солончаках, солонцях — на берегах Чорного й Азовського морів і Сиваша; іноді трапляється ізольовано в середній Лівобережній частині України в Лісостепу (по річках Дніпро, Сів. Донець із притоками).